# 松並 (守谷市)

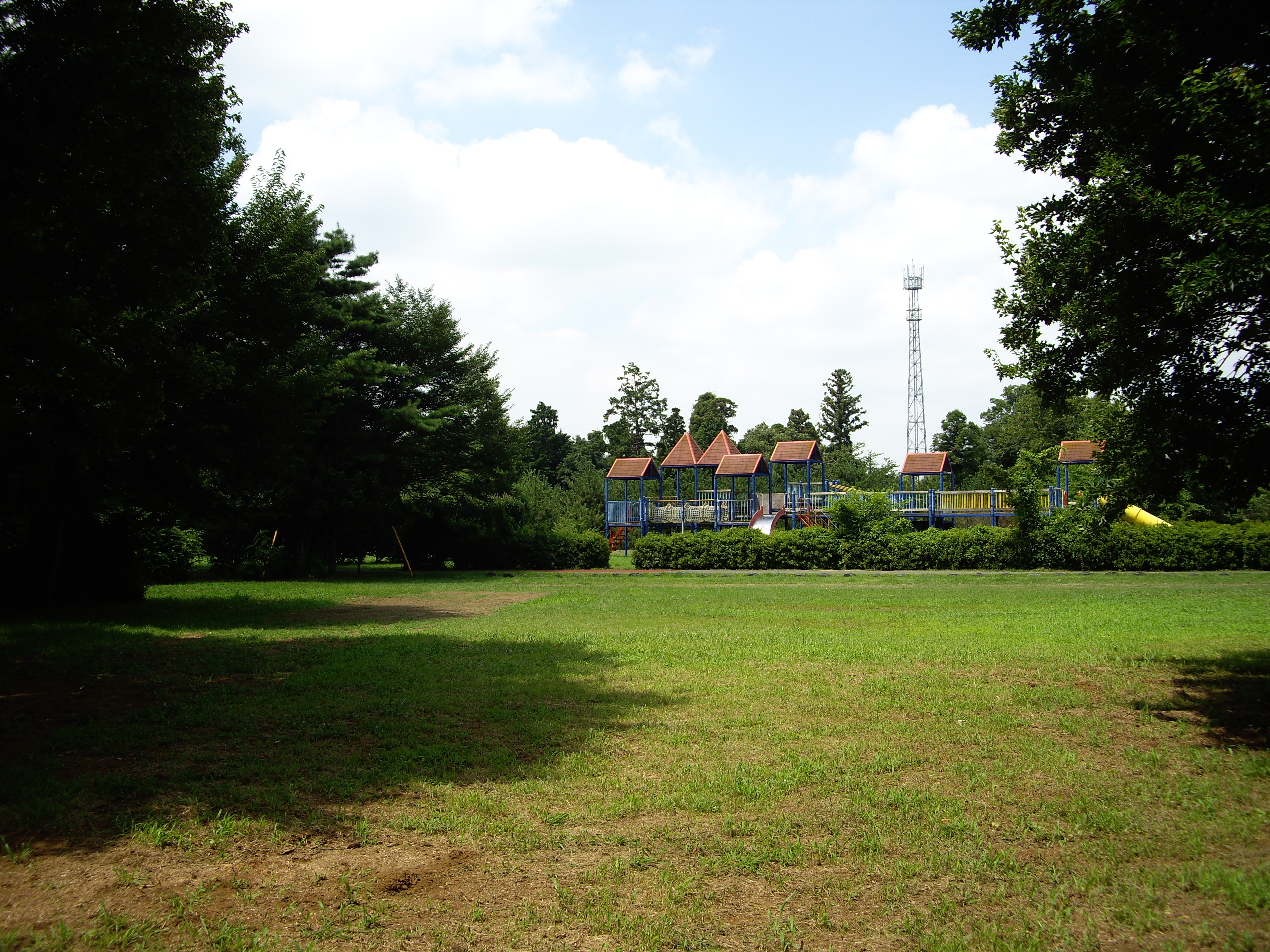
北園森林公園

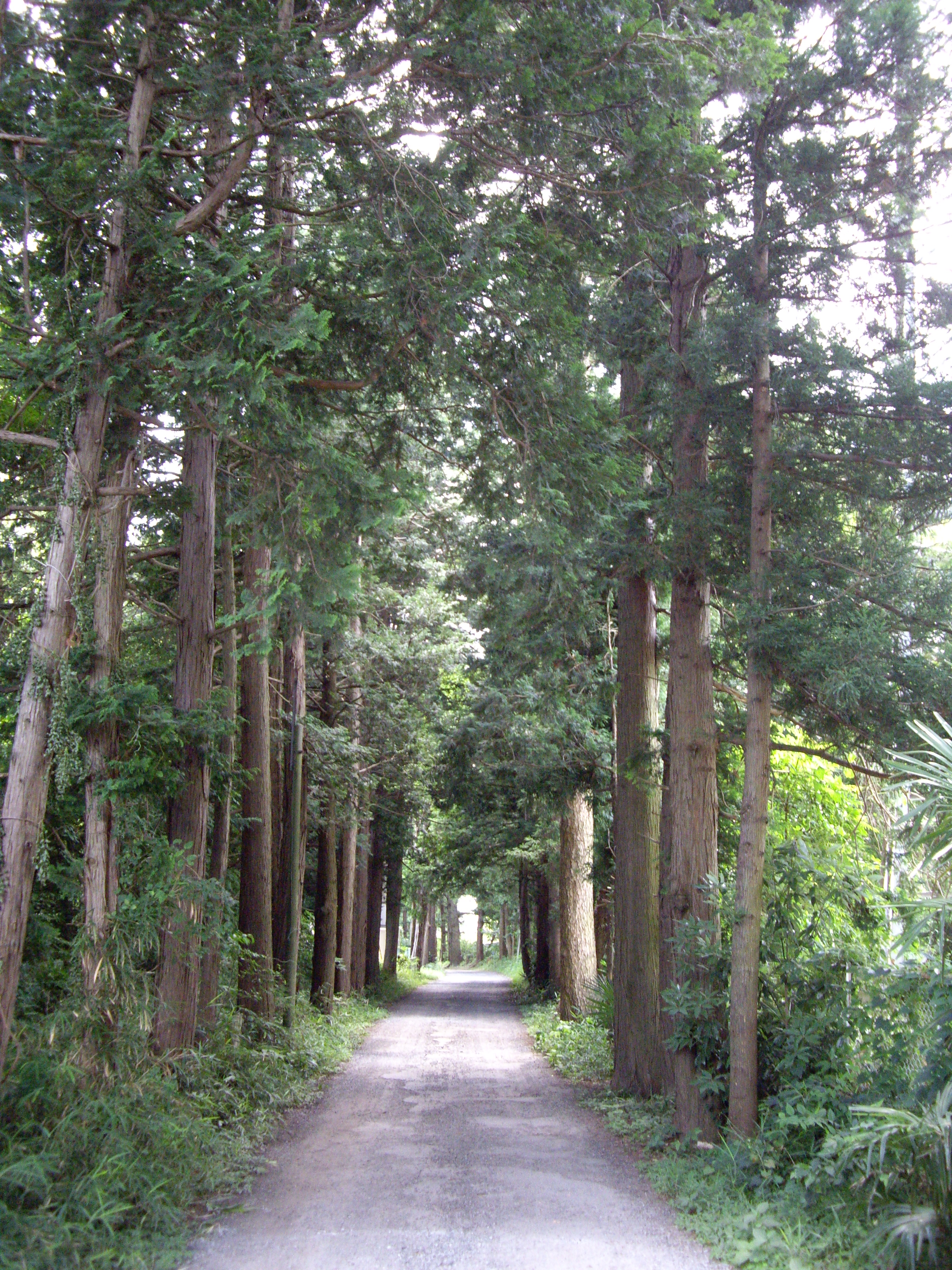
土地区画整理事業施行前の永泉寺参道

松並（まつなみ）は、茨城県守谷市の大字。2002年（平成14年）に守谷・同地の各一部から新設された。郵便番号は302-0108。

## 地理
守谷市東部に位置する。地域の中央を通る旧銚子街道には幕府の奨励のもと、守谷藩によって1620年（元和6年）に松が植えられ、現在も残る。
地域の北部にはつくばエクスプレス総合基地があり、地域の東部には都市軸道路が通る。また、地域の西部は関東鉄道常総線、国道294号が通り、守谷市松並土地区画整理組合による土地区画整理事業が施行された区域については、換地処分後の2016年10月22日付で、施行区域外の一部の区域とともに、松並青葉一丁目～四丁目として分離された。。
東は赤法花、西は百合ケ丘・立沢・御所ケ丘、南はひがし野、北はつくばみらい市筒戸と接している。

## 歴史
かつては守谷の一部で、城下町守谷の北側の地域である。面積の広い守谷の分割により旧守谷の北東部を区域とし、2002年（平成14年）2月2日の守谷市市制施行と同時に誕生。銚子街道沿いには地名の由来にもなった松並木を残しつつ、守谷市松並土地区画整理事業によって宅地化が進んだ。

### 地名の由来
地域内にある銚子街道に松並木があること、市の木が松であることから「松並」とした。
地域住民を対象としたアンケートでは、｢松並｣の他に｢北園｣、｢北原｣、｢青葉｣、｢若葉｣、｢百合の里｣などの名称が挙げられた。

### 沿革
- 2002年（平成14年）2月2日 守谷市の市制施行と同時に大字守谷の北部を中心に、大字同地の一部を含めて守谷市松並を新設。
- 2011年（平成23年）6月13日 松並字相野谷道上、字大日、字溜、字沼崎、字二ツ塚、字向溜の各一部（41ha）において松並土地区画整理事業が認可・事業施行[5]。
- 2013年（平成25年）10月12日 原東土地区画整理事業区域である、松並字大日1899番地の1、1901番地の2、1902番地の1、1903番地、1904番地、1905番地の1の一部、1905番地の2～7・10、1907番地の1、1909番地の1・3・5、1910番地の2、2059番地の6・8～11、2059番地の12の一部・13～16、2060番地の6・8、2062番地～2066番地、2067番地の1、2068番地の1、2069番地の2、2071番地の2が、ひがし野四丁目として分離。
- 2016年（平成28年）10月22日 松並土地区画整理事業区域を松並青葉１～４丁目として分離。

### 地名の変遷
| 実施後 | 実施年月日   | 実施前（各大字ともその一部） |
| ------ | ------------ | ---------------------------- |
| 松並   | 2002年2月2日 | 守谷、同地                   |

## 小字
松並には、12の小字が存在する。それぞれ守谷、同地の頃からの小字を継承したもので、一部は同じく守谷から分裂した本町・百合ケ丘に跨る。
- 獺
- 盆天塚
- 相野谷道上
- 相野谷道下
- 庚塚
- 沼崎
- 大日（2013年10月12日に、一部がひがし野四丁目となる）
- 溜
- 向溜
- 二ツ塚
- 黒内
- 古城沼

## 世帯数と人口
2018年（平成30年）8月1日現在の世帯数と人口は以下の通りである。
| 大字 | 世帯数  | 人口    |
| ---- | ------- | ------- |
| 松並 | 525世帯 | 1,321人 |

## 交通
隣市であるつくばみらい市のコミュニティバス｢みらい号｣が地域内を走っている。
コミュニティバス
地域内には｢松並｣、｢北園西｣、｢ひがしクリニック慶友前｣の3つの停留所がある。また、ひがしクリニック慶友前停留所から守谷駅へ向かう路線は、再度ひがしクリニック慶友前停留所に停車する。
| 系統 | 主要経由地                                                                         | 行先           | 運行会社 |
| --- | ---------------------------------------------------------------------------------- | -------------- | -------- |
| 南(右) | ひがしクリニック慶友前・守谷駅東口・ひがしクリニック慶友前・小張下宿               | 循環みらい平駅 | ■関鉄    |
| 南(左) | ひがしクリニック慶友前・守谷駅東口・ひがしクリニック慶友前・ワープステーション江戸 | 循環みらい平駅 | ■関鉄    |
| 北西(右) | ひがしクリニック慶友前・守谷駅東口・北園西・松並・小絹駅                           | 循環みらい平駅 | ■関鉄    |
| 北西(左) | 松並・北園西・守谷駅東口・ひがしクリニック慶友前・谷和原庁舎                       | 循環みらい平駅 | ■関鉄    |
| 備考 - 循環は循環路線 - 南(右)は、つくばみらい市コミュニティバスの系統。南は南ルート、(右)は右回りを意味する。 |                                                                                    |                |          |

## 小・中学校の学区
市立小・中学校に通う場合、学区は以下の通りとなる。また、開発地域の人口増加を見越して、2008年（平成19年）4月より学区変更が行われている。
| 番地                       | 小学校     | 中学校     |
| -------------------------- | ---------- | ---------- |
| 県道野田牛久線より北の地域 | 黒内小学校 | 守谷中学校 |
| その他全域                 | 守谷小学校 | 守谷中学校 |

## 施設
- 北園保育所 - 松並1557番地1
- つくば国際松並保育園 - 松並1724番地1
- 守谷記念病院 - 松並1630番地1
- 北園森林公園
- もりやみらい橋
- 守谷自動車学校 - 松並1984番地
- 永泉寺 - 松並1800番地
- つくばエクスプレス総合基地 - つくばみらい市筒戸3500番地（一部が松並となっている）